# كونور هنري
كونور هنري (بالإنجليزية: Conor Henry)‏ هو دراج أيرلندي، ولد في 30 يوليو 1970.

## وصلات خارجية
- كونور هنري على موقع أرشيف الدراجات (الإنجليزية)
- كونور هنري على موقع إحصائيات الدراجات الإحترافية (الإنجليزية)
- كونور هنري على موقع أوليمبيديا (الإنجليزية)